# Visborg Kirke
Visborg Kirke er en middelalderkirke, der menes at være opført i 1200-tallet. Den er dog senere i 1590'erne blevet renoveret. Den ligger i Visborg Sogn i det tidligere Hindsted Herred Ålborg Amt, nu i Mariagerfjord Kommune. Kirken er præget af det nære tilhørsforhold til den nærliggende Visborggård. Den nuværende bygning skyldes i hovedsagen en omfattende ombygning i renæssancen. En sandstensplade over våbenhusets dør daterer ombygningen til 1593. Den oprindelige romanske granitkvadrekirke kan spores i murværket i skibets vestende, den retkantede norddør er bevaret i tilmuret tilstand. Tårnet er fra tiden omkring reformationen. Ved ombygningen blev det meste af den romanske kirke nedrevet og erstattet med skib og langhuskor samt våbenhus, nordkapel og gravkapel. Kirken blev istandsat i 1943.
Ved ombygningen i 1593 fik kirkerummet indbygget hvælv. Prædikestolen er fra år 1600 og har våben for Sophie Bille samt andre. I kirken ses stolegavle fra 1570 med våben for Johanne Nielsdatter Rotfeld, Havnø samt fra 1574 og 1586 med våben for Jakob Seefeld og hustruer, desuden ses gavle fra 1636. Kirkeskibet Hendrik Harren er fra midten af 1800-tallet.
Altertavlen er fra år 1600 og blev bekostet af Sophie Bille, det oprindelige maleri er genindsat i tavlen, det hidtidige maleri af L.R. Tuxen hænger nu i nordkapellet. I koret står sengotiske korstole med udskårne gavle. Over indgangen til gravkapellet hænger et familiebilleder fra år 1600 forestillende Jakob Seefeld med hustruer og børn, de to gravsten i koret er over samme familie. I gravkapellet står kister med Oberst Andreas Arenstorff (død 1764) og hustru Sophie Marie von Schiebel (død 1761).
Den romanske døbefont af granit har dyrefigurer i kraftigt relief på kummen.